# Scalibregma robusta
Scalibregma robusta är en ringmaskart som beskrevs av Zachs 1925. Scalibregma robusta ingår i släktet Scalibregma och familjen Scalibregmatidae. Arten har ej påträffats i Sverige. Inga underarter finns listade i Catalogue of Life.